# Vat
Vat (simbol: W) je izvedena jedinica SI sustava za snagu.

## Definicija
Jedan vat je jedan džul energije po sekundi.
1 W = 1 J/s = 1 Nm/s (jedan njutn metar po sekundi)
Snaga je energija odnosno rad po jedinici vremena, što se može prikazati formulom {\displaystyle P=E/t}.

## Povijest
Jedinica vat je nazvana po Jamesu Wattu zbog njegovog doprinosa razvoju parnog stroja, bila je prihvaćena na Drugom kongresu britanskog društva za unapređivanje znanosti (Second Congress of the British Association for the Advancement of Science) 1889. godine i na 11. Generalnoj konferenciji za utege i mjere (Conférence Générale des Poids et Mesures) 1960.

## Pretvorba
- 1 vat ≈ 3,412141630 BTU/h
- 1 vat = 1 volt × 1 amper
- 1 konjska snaga ≈ 745,700 W (zaokruženo sa 745,.69987158227022 W)
- 1 konjska snaga (električna, Velika Britanija) = 746 W <!—zapravo i nije različita jedinica -->
- 1 konjska snaga (električna, Europa) = 736 W
- 1 konjska snaga ("metrična") = 735,498 75 W

## Izvedene i odobrene jedinice za distribuciju snage
Vat je jedinica za snagu ili količinu energije po jedinici vremena.

### Kilovat-sat, KWh
Kilovatsat je količina energije koju troši uređaj od jednog kilovata u vremenu od jednog sata; što odgovara iznosu od 3,6 megadžula (1 sat = 3600 sekundi). Megavat dan (MWd ili MW•d) je jednak 86,4 GJ (1 dan = 86400 sekundi). Ove se jedinice često koriste kada govorimo o elektranama i računima za struju.
Za korištenje vata kao mjere za odaslanu snagu, vidi pojmove efektivna odaslana snaga (eng. Effective Radiated Power) i nominalna snaga.

### MWe, MWt
Električki vat (skraćenica: We) je pojam koji se odnosi na snagu proizvedenu kao električnu snagu. Mogu se koristiti i SI prefiksi, kao na primjer električni megavat (MWe) i električni gigavat (GWe).
Termički vat (skraćenica: Wt). Ovaj se pojam odnosi na proizvedenu toplinsku snagu. Mogu se koristiti i SI prefiksi, kao na primjer termički megavat (MWt) i termički gigavat (GWt).
Na primjer, nuklearna elektrana može koristiti fizijski reaktor za proizvodnju topline (toplinski izlaz) koji stvara paru koja pogoni turbine za proizvodnju električne energije. 